# Tricholoma subsejunctum
Tricholome faux-sejunctum
Espèce
Tricholoma subsejunctum, le Tricholome faux-sejunctum, est une espèce de champignons (Fungi) Basidiomycètes du genre Tricholoma. L'épithète « subsejunctum » fait référence à sa ressemblance avec Tricholoma sejunctum, le Tricholome disjoint.
Il produit un sporophore petit à moyen caractérisé par son chapeau jaune verdâtre à doré et au cœur noir parfois mamelonné, l'ensemble étant couvert de fibrilles radiales noirâtres. Ses lames blanches sont teintées de jaune comme le pied qui est lisse et légèrement fibrilleux. Sa chair blanc jaunâtre présente une odeur et une saveur farineuses. Ses spores lisses et ellipsoïdes mesurent 5 à 7 µm de long 4 à 5,5 µm de large.
T. subsejunctum pousse occasionnellement à l'automne en solitaire ou en troupe dans les forêts humides en association avec l'Épinette blanche, la Pruche et le Chêne rouge au Nord de l'Amérique du Nord dont le Québec
T. subsejunctum fait partie d'un groupe de champignons Nord-américain proche de l'Européen T. sejunctum avec lequel il est souvent confondu et comprenant T. subluteum, T. intermedium et T. davisiae. La présence de T. sejunctum au Québec reste à démontrer. L’espèce européenne T. viridilutescens M. M. Moser pourrait être un synonyme de T. subsejunctum Peck, tant leur diagnose se rejoignent,.

Tricholoma subsejunctum
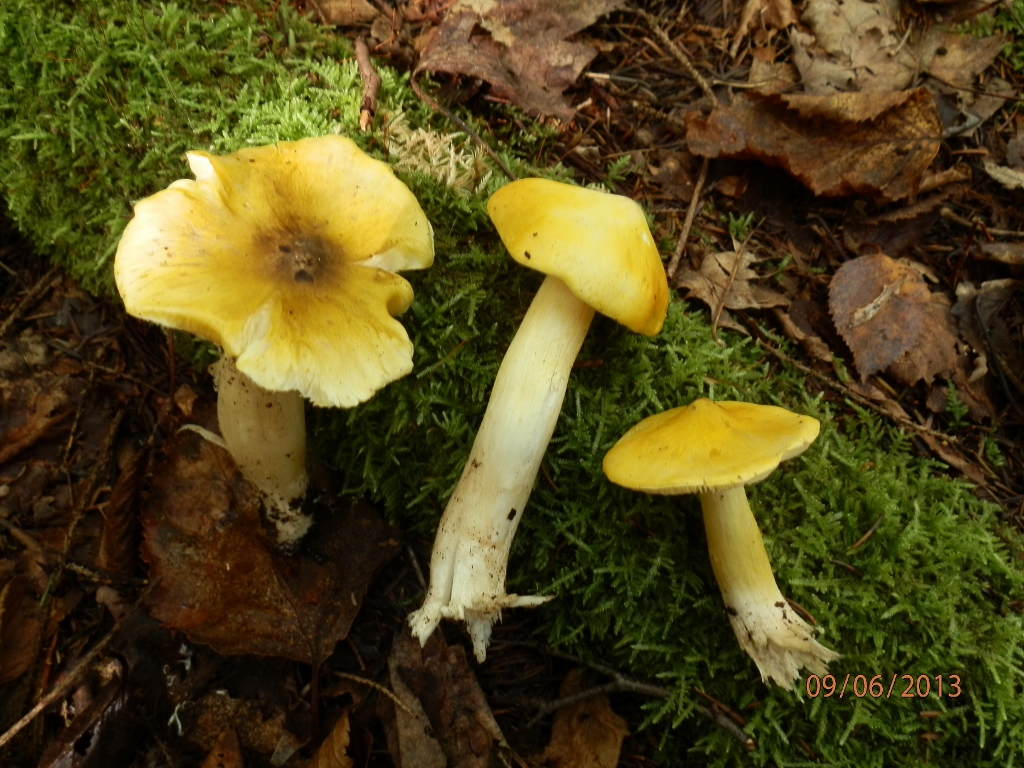
Maine (USA)
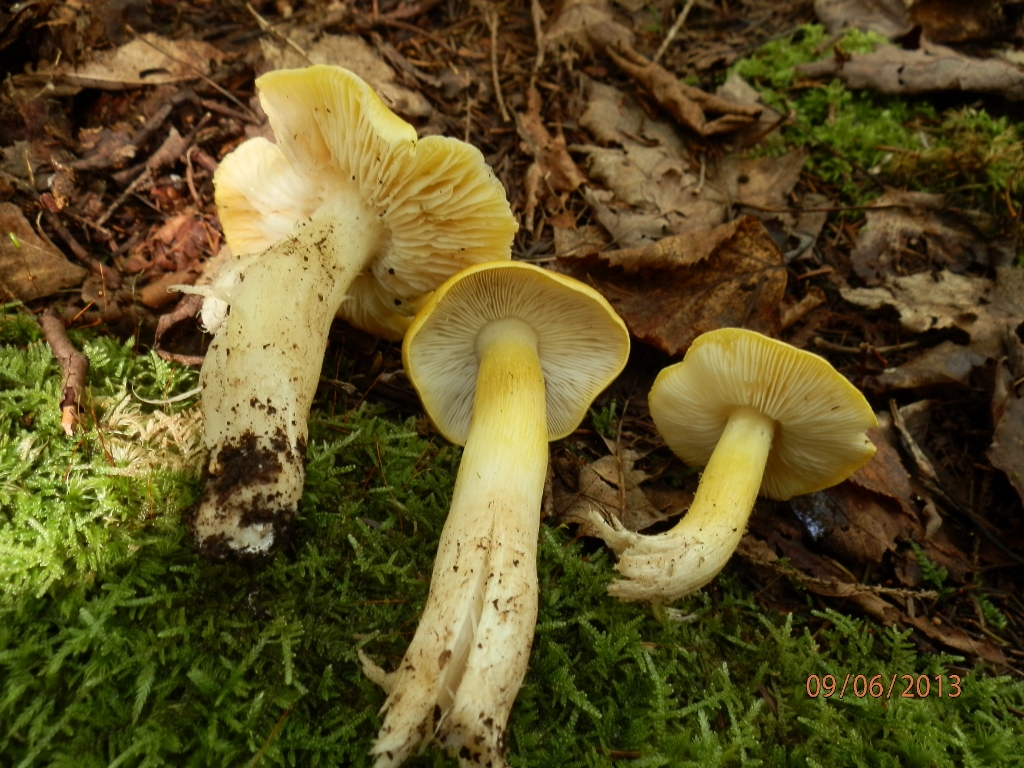
Maine (USA)